# Babilônia
| Оценки критиков | Оценки критиков |
| Источник        | Оценка          |
| --------------- | --------------- |
| Allmusic        | [ 1 ]           |

Babilônia — четвёртый и последний альбом Риты Ли и группы Tutti Frutti. Такие песни как, «Miss Brasil 2000» и «Jardins da Babilônia», хотя и не так успешные как предыдущие работы, являются фаворитами фанатов и классикой бразильского рока.

## Список композиций
| №  | Название                                      | Длительность |
| -- | --------------------------------------------- | ------------ |
| 1. | «Miss Brasil 2000» (Рита Ли, Ли Маркучи)      |              |
| 2. | «Disco Voador» (Рита Ли, Роберто де Карвальо) |              |
| 3. | «Agora é Moda» (Рита Ли, Ли Маркучи)          |              |
| 4. | «Jardins da Babilônia» (Рита Ли, Ли Маркучи)  |              |

| №  | Название                                       | Длительность |
| -- | ---------------------------------------------- | ------------ |
| 5. | «O Futuro Me Absolve» (Рита Ли)                |              |
| 6. | «Sem Cerimônia» (Рита Ли, Луис Серхио Карлини) |              |
| 7. | «Que Loucura» (Луис Серхио Карлини)            |              |
| 8. | «Eu e Meu Gato» (Рита Ли)                      |              |
| 9. | «Modinha» (Рита Ли)                            |              |